# العلاقات الأذربيجانية الطاجيكستانية
العلاقات الأذربيجانية الطاجيكستانية هي العلاقات الثنائية التي تجمع بين أذربيجان وطاجيكستان.

## مقارنة بين البلدين
هذه مقارنة عامة ومرجعية للدولتين:
| وجه المقارنة                                              | أذربيجان        | طاجيكستان                          |
| --------------------------------------------------------- | --------------- | ---------------------------------- |
| المساحة (كم2)                                             | 86.60 ألف       | 143.10 ألف                         |
| عدد السكان (نسمة)                                         | 10.00 مليون     | 8.92 مليون                         |
| الكثافة السكانية (ن./كم²)                                 | 115.47          | 62.33                              |
| العاصمة                                                   | باكو            | دوشنبه                             |
| اللغة الرسمية                                             | اللغة الأذرية   | اللغة الطاجيكية                    |
| العملة                                                    | مانات أذربيجاني | ساماني طاجيكي، الروبل الطاجيكستاني |
| الناتج المحلي الإجمالي (بليون دولار)                      | 40.75 مليار     | 7.15 مليار                         |
| الناتج المحلي الإجمالي (تعادل القوة الشرائية) بليون دولار | 171.56 مليار    | 24.03 مليار                        |
| الناتج المحلي الإجمالي الاسمي للفرد دولار أمريكي          | 5.50 ألف        | 925                                |
| الناتج المحلي الإجمالي للفرد دولار أمريكي                 | 17.52 ألف       | 2.69 ألف                           |
| مؤشر التنمية البشرية                                      | 0.751           | 0.624                              |
| رمز المكالمات الدولي                                      | +994            | +992                               |
| رمز الإنترنت                                              | .az             | .tj                                |
| المنطقة الزمنية                                           | ت ع م+04:00     | ت ع م+05:00                        |

## مدن متوأمة
في ما يلي قائمة باتفاقيات التوأمة بين مدن أذربيجانية وطاجيكستانية:
- ترتبط كنجه مع دوشنبه باتفاقية توأمة منذ 21 نوفمبر 2013.

## منظمات دولية مشتركة
يشترك البلدان في عضوية مجموعة من المنظمات الدولية، منها:
| علم المنظمة | اسم المنظمة                        | تاريخ انضمام أذربيجان | تاريخ انضمام طاجيكستان |
| ----------- | ---------------------------------- | --------------------- | ---------------------- |
|             | مؤسسة التنمية الدولية              | 31 مارس 1995          | 4 يونيو 1993           |
|             | منظمة الأمن والتعاون في أوروبا     | 30 يناير 1992         | 30 يناير 1992          |
|             | مؤسسة التمويل الدولية              | 11 أكتوبر 1995        | 2 ديسمبر 1994          |
|             | منظمة حظر الأسلحة الكيميائية       | ?                     | ?                      |
|             | الأمم المتحدة                      | 2 مارس 1992           | 2 مارس 1992            |
|             | الاتحاد الدولي للاتصالات           | 10 أبريل 1992         | 28 أبريل 1994          |
|             | منظمة التعاون الإسلامي             | 1991                  | ?                      |
|             | منظمة الشرطة الجنائية الدولية      | ?                     | ?                      |
|             | الاتحاد البريدي العالمي            | ?                     | ?                      |
|             | البنك الدولي للإنشاء والتعمير      | 18 سبتمبر 1992        | 4 يونيو 1993           |
|             | وكالة ضمان الاستثمار متعدد الأطراف | 23 سبتمبر 1992        | 9 ديسمبر 2002          |
|             | بنك التنمية الآسيوي                | 1999                  | 1998                   |
|             | يونسكو                             | 3 يونيو 1992          | 6 أبريل 1993           |

## وصلات خارجية
- موقع وزارة الخارجية الأذربيجانية